# Паям (Мешхед)
Футбольний клуб «Паям Тус Хорасан» або «Паям» (перс. باشگاه فوتبال پيام توس خراسان) — професіональний іранський футбольний клуб з міста Мешхед, остан Хорасан-Резаві. З 1976 року по травень 2011 року відомий під назвою «Паям» (Мешхед). З травня по листопад 2011 року представляв місто Нішапур, але через відсутність підтримки вболівальників повернувся до Мешхеда. У квітні 2013 року Алі Шейх Есламі викупив футбольний клуб «Паям Імам Реза» та перейменував команду в «Паям Вахадат Хорасан».

## Назви

Старий логотип клуб

- Солтан Табарсі (1976—1977)
- Мохаберат Мешхед (1977—1983)
- Паям Мешхед (1983—1991)
- Паям Чін Чін Мешхед (1990—1991)
- Паям Азадеган Мешхед (1991—1992)
- Паям Гач Хорасан (1992—1996)[2]
- Паям Могавемат Мешхед (1996—1998)
- Паям Мохаберат Мешхед (1998—2000)
- Паям Пейкан Мешхед (2000—2003)[3]
- Паям Пост Мешхед (2003—2005)[4]
- Паям Ертебатат Мешхед (2005—2007)
- Паям Мі Сі Ну (2007)
- Паям Хорасан Разаві (2008—2010)
- Паям Імам Реза (2010—2013)
- Паям Вахдат Хорасан (2013—2017)
- Паям Тус Хорасан (з 2021)

## Історія

### Заснування
Клуб був заснований у 1976 році Алі Шадіяном під назвою «Солтан Табарсі», спочатку виступав у молодіжних футбольних лігах міста Мешхед. Проте вже наступного року новий президент клубу Джавад Мораднеджад домовився з Міністерством пошти та зв'язку про фінансову підтримку клубу й перейменував команду в Мохаберат Мешхед. У 1983 році команду перейменовано в «Паям».

### «Золоті роки»
У 1988 році «Паям» виграв чемпіонат провінції Хорасан та вперше взяв участь у національному чемпіонаті Ірану. Наступного разу команда повернулася до елітного дивізіону іранського чемпіонату в сезоні 1994/95 років.
Після вильоту з вищого дивізіону 1995 року, команда повернулася до еліти іранського футболу вже через сезон та вперше в своїй історії затрималася на два сезони в Про-лізі (1996/97 та 1997/98). Команда зразка 1996/97 вважається найсильнішою за весь період існування клубу. Її тренував Маджид Джалалі, а кольори клубу захищали місцеві вихованці Реза Сахебі, Маджид Хоссейнпур, Мехді Ваезі та Алі Ханте, окрім цього в ній виступало декілька гравців національної збірної Ірану та ще декілька відомих футболістів (Німа Накіса, Саттар Хамадані, Даріуш Яздані, Безад Дадашзаде, Шахрам Баратпурі, Алі Чіні та Ахмад Момензаде). Проте за підсумком сезону 1997/98 років команда понизилася в класі.

### Про-ліга Ірану
До Про-ліги Перської затоки повернувся в сезоні 2009/10 років. Цей сезон для клубу виявився складним: по три рази змінювалися президент та головний тренер, також команда відчувала фінансові труднощі. Зрештою, у вирішальному матчі поступилися землякам з «Абумослема» та вилетіли до Ліга Азадеган.

### Переїзд у Нішапур
Через фінансову кризу в клубі, в за підсумками Ліги Азадеган 2010/11 клуб набрав три очки й, таким чином, був вилетів у Другий дивізіон. Парламентарі та промисловці Нішапура пообіцяли фінансову підтримку та потужну фан-базу, якщо команда переїде до їх міста. Президент клубу Махмуд Сафаеї зважився на переїзд у Нішапур. З травня по листопад 2011 року команда представляла Нішапур, проте обіцяної підтримки так і не отримала, тому Футбольна асоціація Хорасан Разаві повернула контроль над клубом та перевела команду назад, до Мешхеда.

### Банкрутство
У 2012 році клуб не мав змоги виплачувати заробітну плату та розрахуватися з боргами. Власник «Паяма» Махмуд Сафаеї зумів збірати певні кошти, але, як виявилося, цього виявилося недостатньо, щоб забезпечити існування клуба. За підсумками сезону 2011/12 років «Паям» вилетів у Третій дивізіон. Проте дозволу на виступи в Третьому дивізіоні мешхедська команда не отримала, а це означало, фактично, припинення існування.

### Відродження
Відновлений у серпні 2013 року, коли «Паям Вахдат Хорасан» перейшов у власність взуттєвого та шкіряного підприємця Алі Шейха Есламі, клуб був прийнятий до Хорасанської футбольної ліги, але по завершенні сезону 2012/13 років, коли Естеглал Сарі відмовився від відмовився від виступів на професіональному рівні, Алі Шейх Есламі купив ліцензію в «Естеглал Сарі», а Пайям придбав ліцензію команди на виступи в Другому дивізіоні.

## Мешхедське дербі
Мешхедське дербі (або Хорасанське дербі) — футбольний матч між двома найпопулярнішими клубами Мешхеда: «Абумослемом» та «Паямом». У 1980-х та на початку 1990-х років було другим найважливішим дербі країни, після Тегеранського. Нині втратило своє значимість, поступившись Есфаганзькому та Ахвазькому дербі.

## Футбольна академія Паяма
Футбольну академію клубу «Паям» засновано 16 квітня 2010 року, у червні 2010 року розпочала свою роботу. В ній працюють 16 тренерів та адміністративний персонал. З червня по травень 2010 року генеральним директором академії був капітан «Паяма» Юнес Масуді.

## Стадіон
До побудови стадіону «Самен», домашні поєдинки «Паям» проводив на іншому стадіоні, «Тахті», який вміщував 15 000 вболівальників. Періодично значимі поєдинки грали на стадіоні «Самен».

## Спонсори
З моменту заснування клубу його головними спонсорами були Міністерство Пошти та телекомунікацій Ірану, Iran Khodro, Басідж, Toos Gypsum Co, Іранська пошта, Chin Chin Company, Ресторан Челокабаб Резаеї та Tabarrok Rice.

## Статистика виступів (з 1984)
| Сезон     | Дивізіон | Ліга                                | Позиція     | Кубок Хазфі     | Примітки                             |
| --------- | -------- | ----------------------------------- | ----------- | --------------- | ------------------------------------ |
| 1984–1985 | 2        | 2-й дивізіон футбольної ліги Мешхед | 1-е         | Не стартував    | Вихід у Футбольну лігу Мешхеда       |
| 1985–1986 | 1        | Футбольна ліга Мешхеда              | 3-є         | Не стартував    |                                      |
| 1986–1987 | 1        | Футбольна ліга Хорасана             | 1-е         | Не стартував    |                                      |
| 1987–1988 | 1        | Футбольна ліга Хорасана             | 2-е         | 1/16 фіналу     |                                      |
| 1988–1989 | 1        | Футбольна ліга Хорасана             | 1-е         | 1/8 Final       | Вихід у Лігу Кодс                    |
| 1989–1990 | 1        | Ліга Кодс                           | 9-е         | Другий раунд    |                                      |
| 1990–91   | 2        | 2-й дивізіон                        | 4-е         |                 |                                      |
| 1991–92   | 2        | 2-й дивізіон                        | 7-е         | Не стартував    |                                      |
| 1992–93   | 2        | 2-й дивізіон                        | 11-е        | Не стартував    |                                      |
| 1993–94   | 2        | 2-й дивізіон                        | 4-е         | Другий раунд    | Вихід у Лігу Азадеган                |
| 1994–95   | 1        | Ліга Азадеган                       | 10-е        | Перший раунд    | Вибування у Другий дивізіон Ірану    |
| 1995–96   | 2        | 2-й дивізіон                        | 1-е         | Другий раунд    | Вихід у Лігу Азадеган                |
| 1996–97   | 1        | Ліга Азадеган                       | 7-е         | Другий раунд    |                                      |
| 1997–98   | 1        | Ліга Азадеган                       | 14-е        | Не стартував    | Вибування у Другий дивізіон Ірану    |
| 1998–99   | 2        | 2-й дивізіон                        | 4-е         | Другий раунд    |                                      |
| 1999-00   | 2        | 2-й дивізіон                        | 7-е         | Третій раунд    |                                      |
| 2000–01   | 2        | 2-й дивізіон                        | 3-є         |                 |                                      |
| 2001–02   | 2        | Ліга Азадеган                       | 6-е         | Другий раунд    |                                      |
| 2002–03   | 2        | Ліга Азадеган                       | 4-е         | Другий раунд    |                                      |
| 2003–04   | 2        | Ліга Азадеган                       | 6-е         | Третій раунд    |                                      |
| 2004–05   | 2        | Ліга Азадеган                       | 2-е         | Перший раунд    |                                      |
| 2005–06   | 2        | Ліга Азадеган                       | 10-е        | Другий раунд    |                                      |
| 2006–07   | 2        | Ліга Азадеган                       | 9-е         | Третій раунд    |                                      |
| 2007–08   | 2        | Ліга Азадеган                       | 1-е         | 1/16 фінал      | Вихід у Про-лігу Перської затоки     |
| 2008–09   | 1        | Про-ліга Перської затоки            | 16-е        | 1/8 фіналу      | Вибування до Ліги Азадеган           |
| 2009–10   | 2        | Ліга Азадеган                       | 8-е         | Третій раунд    |                                      |
| 2010–11   | 2        | Ліга Азадеган                       | 13-е        | 1/16 фіналу     | Вибування до Другого дивізіону Ірану |
| 2011–12   | 3        | 2-й Дивізіон                        | 13-е        | Перший раунд    | Вибування у 3-й дивізіон             |
| 2012–13   | 4        | 3-й дивізіон                        | Не пробився | Не пробився     | Заміна у 2-у дивізіоні Ірану         |
| 2013–14   | 3        | 2-й дивізіон                        | 8-е         | Не пробився     |                                      |
| 2014–15   | 3        | 2-й дивізіон                        | 6-е         | Четвертий раунд |                                      |
| 2015–16   | 3        | 2-й дивізіон                        | 8-е         | Другий раунд    | Вибування у 3-й дивізіон             |
| 2016–17   | 4        | 3-й Дивізіон                        | Не пробився | Не пробився     | Вибування у 3-й дивізіон             |

## Досягнення
- Ліга Азадеган
  -  Чемпіон (1): 2007/08
  -  Срібний призер (1): 2004/05 (група Б)
- Друий дивізіон Ірану
  -  Срібний призер (1): 1995/96
- Футбольна ліга Хорасана
  -  Чемпіон (3): 1986/87, 1988/89, 1991/92
  -  Срібний призер (1): 1987/88
- Футбольна ліга Мешхеда
  -  Срібний призер (1): 1985/86

## Відомі тренери
- Хамід Алідусті (1998)
- Ходадад Азізі (22 червня 2008 — 8 грудня 2012)
- Реза Ахуді (19 червня 2011 — липень 2011)